# Fitzroy Provincial Park
Fitzroy Provincial Park är en park i Kanada.   Den ligger i provinsen Ontario, i den sydöstra delen av landet, 40 km väster om huvudstaden Ottawa. Fitzroy Provincial Park ligger 96 meter över havet. Den ligger vid sjön Lac des Chats.
Terrängen runt Fitzroy Provincial Park är platt. Runt Fitzroy Provincial Park är det ganska glesbefolkat, med 29 invånare per kvadratkilometer.. Närmaste större samhälle är Arnprior, 11,8 km sydväst om Fitzroy Provincial Park. 
Omgivningarna runt Fitzroy Provincial Park är en mosaik av jordbruksmark och naturlig växtlighet.